# Calera (Alabama)
Calera és una població dels Estats Units a l'estat d'Alabama. Segons el cens del 2008 tenia 10.742 habitants.

## Demografia
Segons el cens del 2000, Calera tenia 3.158 habitants, 1.248 habitatges, i 888 famílies. La densitat de població era de 94,5 habitants/km².
Dels 1.248 habitatges en un 33% hi vivien nens de menys de 18 anys, en un 54,1% hi vivien parelles casades, en un 13,5% dones solteres, i en un 28,8% no eren unitats familiars. En el 26,4% dels habitatges hi vivien persones soles el 10,8% de les quals corresponia a persones de 65 anys o més que vivien soles. El nombre mitjà de persones vivint en cada habitatge era de 2,51 i el nombre mitjà de persones que vivien en cada família era de 3,04.
Per edats la població es repartia de la següent manera: un 26,7% tenia menys de 18 anys, un 8,2% entre 18 i 24, un 31,7% entre 25 i 44, un 20,9% de 45 a 60 i un 12,5% 65 anys o més.
L'edat mediana era de 34 anys. Per cada 100 dones hi havia 93 homes. Per cada 100 dones de 18 o més anys hi havia 85 homes.
La renda mediana per habitatge era de 35.650 $ i la renda mediana per família de 42.885 $. Els homes tenien una renda mediana de 34.042 $ mentre que les dones 21.750 $. La renda per capita de la població era de 16.395 $. Aproximadament el 12,2% de les famílies i el 12,5% de la població estaven per davall del llindar de pobresa.

## Poblacions properes
El següent diagrama mostra les poblacions més properes.